# Washtenaw County
Washtenaw County is een county in de Amerikaanse staat Michigan.
De county heeft een landoppervlakte van 1.839 km² en telt 322.895 inwoners (volkstelling 2000). De hoofdplaats is Ann Arbor.